# Seamus Heaney
Seamus Justin Heaney, född 13 april 1939 på Mossbawn Farm nära Castledawson, County Derry, död 30 augusti 2013 i Dublin, var en irländsk författare, sedan 1989 professor i poetik vid universitetet i Oxford. Han föddes som äldsta barnet av nio i en romersk-katolsk familj i Nordirland, och kom genom stipendier att studera vid Queen's University i Belfast, där han ingick i en grupp diktare med bland andra Michael Longley. 1966 släpptes hans första större samling, som fick mycket positiva reaktioner.
Heaney mottog nobelpriset i litteratur 1995, och har belönats med flera stora priser. 1998 gavs hans översättning av Beowulf ut. Han avled den 30 augusti 2013 i Dublin efter en tids sjukdom.

## Biografi
Heaney föddes 1939 på en liten bondgård i Mossbawn, i närheten av Castledawson och Toomebridge i grevskapet Derry i Nordirland. Han var det äldsta barnet av nio i en romersk-katolsk familj. Han växte upp på bondgården, där böcker var fåtaliga och poesin enbart var muntlig. De första skolåren var vid en skola i närheten som både protestanter och katoliker gick på, men fick efter den ett stipendium för barn i fattigare familjer att studera vid St Columb's College i Derry. Vid sin tid där kom han att träffa personer som John Hume, Seamus Deane och Brian Friel. Därefter studerade han vid Queen's University i Belfast, där han senare själv undervisade. På 1960-talet var han medlem av en grupp lovande diktare, med namn som Michael Longley och Derek Mahon, vid universitetet i Belfast. Under 1960-talets början började Belfast Telegraph och Irish Times att publicera hans dikter, 1965 publicerades en tunn samling kallad Eleven Poems och 1966 släpptes hans första större samling, Death of a Naturalist. Den mottog mycket positiva recensioner, och New Review kallade stilen "Heaneyesque" (heaneysk). Dessutom gifte han sig 1965 med Marie Devlin.
När oroliga tider bröt ut i Nordirland försökte Heaney undvika att ta ställning, och blev beskylld för att stå utanför och se på. En del av hans dikter har politiska undertoner, såsom Requiem for the Croppies, men han själv ansåg att poetens roll inte var att påverka, eftersom poeten "själv vet att han är inkapabel att göra heroiska dygder". För att slippa spänningarna accepterade han 1982 en lärarpost vid Harvard, vilket även gjorde hans berömmelse internationell. Han kom att undervisa i 14 år på Harvard och fem år i Oxford.
Heaney mottog Nobelpriset i litteratur år 1995, och blev därmed Irlands första nobelprisvinnande poet sedan WB Yeats. 1998 publicerades hans översättning av Beowulf som blev en bästsäljare, och hans dikter sålde under hans livstid i större antal än någon annan levande poets i Storbritannien. Hans bibliografi omfattar 13 diktsamlingar samt flera essäsamlingar och antologier. 2006 vann han även TS Eliot Prize för diktsamlingen District and Circle. Han avled efter en kort tids sjukdom den 30 augusti 2013.

## Poesi
Heaneys egen vision om den perfekta poesin var en poesi som var "mer som fönsterglas än som målat glas. Inte så förälskat i sina egna rikedomar." Hans poesi kännetecknas av en historisk och geografisk ton med många minnesbilder från den irländska historien. Enligt Göran Sommardal är den inte speciellt politisk, och är varken tyckande, sammanfattande eller sensmoralisk. Han författade sina dikter på engelska, och de har jämförts som en del av samma tradition som Wordsworth, Hopkins och John Milton. De behandlar ofta spänningarna mellan olika världar: det irländska och det engelska, bonden och akademikern, det förflutna och det nuvarande. Hans dikter har blivit vanliga vid Storbritanniens skolor, och ingår både i GSCE och universitetsutbildningar.
Hans dikt "From the Republic of Conscience" har gett namn åt Amnesty Internationals samvetspris Ambassador of Conscience Award.

## Bibliografi (i urval)

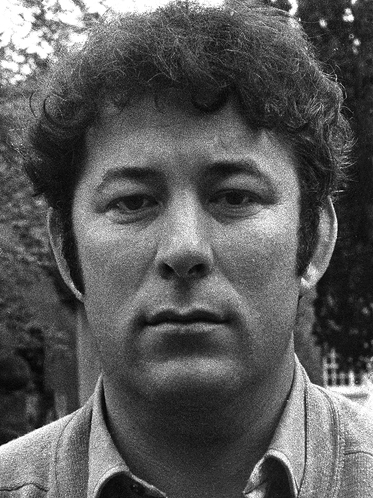
Seamus Heaney, 1970.